# زن شهرستانی (مینی‌سریال)
زنِ شهرستانی (ایتالیایی: La provinciale) یک مینی‌سریال درام عاشقانه به کارگردانی پاسکواله پوتزسره است که در سال ۲۰۰۶ منتشر شد. این مجموعه بر پایهٔ رمانی به همین نام اثر آلبرتو موراویا ساخته شد.

## گزیدهٔ بازیگران
- سابرینا فریلی
- استفانو دیونیسی
- انتسو دکارو
- باربارا بوشه
- لیزا گاستونی
- کوسیمو فوسکو
- روبرتو نوبیله
- آرنالدو نینچی
- آنتونیو پتروچلی